# Lunenburg (Vermont)
Lunenburg es un pueblo ubicado en el condado de Essex en el estado estadounidense de Vermont. En el año 2010 tenía una población de 1.302 habitantes y una densidad poblacional de 11,08 personas por km².

## Geografía
Lunenburg se encuentra ubicado en las coordenadas 44°28′4″N 71°41′14″O / 44.46778, -71.68722.

## Demografía
Según la Oficina del Censo en 2000 los ingresos medios por hogar en la localidad eran de $28,802 y los ingresos medios por familia eran $33,000. Los hombres tenían unos ingresos medios de $26,793 frente a los $18,594 para las mujeres. La renta per cápita para la localidad era de $12,804. Alrededor del 12.6% de la población estaba por debajo del umbral de pobreza.